# Timonius philippinensis
Timonius philippinensis är en måreväxtart som beskrevs av Elmer Drew Merrill. Timonius philippinensis ingår i släktet Timonius och familjen måreväxter.
Artens utbredningsområde är Filippinerna. Inga underarter finns listade i Catalogue of Life.